# ساره كارتر
ساره سنجوين كارتر (بالإنجليزية: Sarah Sanguin Carter)‏ وهي ممثلة ومغنية كندية ولدت في يوم 30 أكتوبر 1980 في مدينة تورونتو في كندا ومثلت في فلم دي أو أي : ميت أو حي ومثلت في مسلسل السماء الساقطة.

## روابط خارجية
- ساره كارتر على موقع IMDb (الإنجليزية)
- ساره كارتر على موقع ألو سيني (الفرنسية)
- ساره كارتر على موقع أول موفي (الإنجليزية)
- ساره كارتر على موقع قاعدة بيانات الأفلام السويدية (السويدية)
- ساره كارتر على موقع إن إن دي بي (الإنجليزية)
- ساره كارتر على موقع قاعدة بيانات الفيلم (الإنجليزية)
- ساره كارتر على موقع كينوبويسك (الروسية)
- ساره كارتر على موقع كينوبويسك (الروسية)
- ساره كارتر على موقع كينوبويسك (الروسية)